# Avery Bradley
Avery Bradley Jr. (Tacoma, Washington, 26 de novembre de 1990) és un jugador de bàsquet nord-americà que juga als Los Angeles Lakers de l'NBA. Amb 1.88 metres d'alçària, juga en la posició d'escorta.

## Trajectòria esportiva

### Institut
Bradley va ser inclòs com un dels millors jugadors d'institut de la nació de la classe de 2009, en el primer lloc per ESPNU100, en el quart per Rivals.com, i en el cinquè per Scout.com. Bradley va liderar al Findlay College Prep al campionat nacional d'institut al derrotar en la final a la Oak Hill Academy per 56–53. Bradley va jugar el McDonald's All-American Game de 2009 i va guanyar el concurs d'esmaixades de l'esdeveniment. Abans de ser traslladat al Findlay Prep en el seu segon any, Bradley va assistir durant tres anys al Bellarmine Preparatory School, i juntament amb Abdul Gaddy, va liderar al Bellarmine Prep a la tercera plaça en el torneig estatal 4A WIAA.

### Universitat
Bradley va assistir a la Universitat de Texas a Austin. En su única temporada, Bradley va disputar els 34 partits de la temporada i va fer una mitjana 11.6 punts per partit. Va ser nomenat en el millor equip de novençans de l'oest de la NCAA.

### Professional
Va ser seleccionat en la 19a posició del Draft de l'NBA de 2010 per Boston Celtics, i el 2 de juliol de 2010 va signar el contracte de novençà amb l'equip.
En els Playoffs de 2012, Avery va patir una dislocació del muscle que li va apartar de les pistes diversos mesos.